# Listă de filme egiptene înainte de anii 1920
Aceasta este o listă de filme egiptene din 1907-1919:
| 1907                                                                  |               |                    |                         | |
| The Visit of the Khedive Abbas Helmi (Zyaret Al Khidiwi 'Abbas Helmi) |               |                    | Scurtmetraj, documentar | Primul documentar egiptean.                                                                                                  |
| 1918                                                                  |               |                    |                         | |
| Bedouin's honor (Sharaf El Badawi)                                    |               | Mohamed Karim      | Scurtmetraj             | [ 2 ] [ 3 ] |
| The Deadly Flowers (Al Azhar Al Momita)                               |               | Mohamed Karim      | Scurtmetraj             | Acest film nu a fost niciodată proiectat și este considerat primul film egiptean care a fost interzis din motive religioase. |
| 1919                                                                  |               |                    |                         | |
| Madame Loretta                                                        | Leonard Ricci | Fawzi El Gazayerly |                         | Adaptarea unei piese; prezintă actorul egiptean de teatru Fawzi El Gazayerly și trupa sa de teatru.                          |